# Montclus (Gard)
Montclus é uma comuna francesa na região administrativa de Occitânia, no departamento de Gard. Estende-se por uma área de 21,88 km². Em 2010 a comuna tinha 201 habitantes (densidade: 9,2 hab./km²).